# Сайфушева, Светлана Вениаминовна
Светлана Вениаминовна Сайфушева, в девичестве Поспелова (род. 15 апреля 1969) — российская легкоатлетка, специалистка по стипльчезу. Выступала за сборную России по лёгкой атлетике в 1990-х годах, обладательница серебряной медали Игр доброй воли в Санкт-Петербурге, победительница и призёрка первенств всероссийского значения. Представляла Иркутскую область. Мастер спорта СССР. Тренер по лёгкой атлетике.

## Биография
Светлана Поспелова родилась 15 апреля 1969 года. Занималась лёгкой атлетикой в Иркутской области.
Первого серьёзного успеха на всероссийском уровне добилась в сезоне 1994 года, когда на чемпионате России в Санкт-Петербурге выиграла серебряную медаль в зачёте бега на 2000 метров с препятствиями, уступив на финише только Марине Плужниковой. Попав в состав российской сборной, выступила на Играх доброй воли в Санкт-Петербурге — в той же дисциплине вновь финишировала второй позади Плужниковой и получила серебро.
В 1995 году в 2000-метровом стипльчезе стала бронзовой призёркой на зимнем чемпионате России в Волгограде, в дисциплине 5 км взяла бронзу на открытом чемпионате России по бегу по шоссе в Адлере.
В 1996 году на зимнем чемпионате России в Москве превзошла всех соперниц в беге на 2000 метров с препятствиями, установив свой личный рекорд и ныне действующий рекорд чемпионата — 6.08,59. На летнем чемпионате России в Санкт-Петербурге завоевала бронзовую награду.
В 1997 году уже под фамилией Сайфушева выиграла серебряную медаль в стипльчезе на 2000 метров на зимнем чемпионате России в Волгограде.
В 2000 году на чемпионате России в Туле финишировала шестой в беге на 3000 метров с препятствиями.
В 2001 году в 3000-метровом стипльчезе стала бронзовой призёркой на зимнем чемпионате России в Москве.
На чемпионате России 2003 года в Туле установила свой личный рекорд в беге на 3000 метров с препятствиями — 10:22.85, заняв при этом итоговое седьмое место.
В 2004 году в стипльчезе выиграла бронзовую медаль на зимнем чемпионате России в Москве, тогда как на летнем чемпионате России в Туле показала 11-й результат.
Окончила Иркутское педагогическое училище № 1. После завершения спортивной карьеры работала тренером на отделении лёгкой атлетики в Спортивной школе олимпийского резерва «Приангарье» имени Л. М. Яковенко.